# モンキーマン
モンキーマン(Monkey Man)とは、UMAの一種。インドの首都ニューデリーに、2001年の4月から5月にかけて出没した。
当初は、現地語で「バンダル・マーナブ」と呼ばれていた。当時は「2000年代最大のUMA騒動」として大きな話題となり、解決には警察が動員された。

## 概要
2001年4月、ニューデリーに突如出没し、頻繁に目撃された（同年5月まで）。
夜間、街に現れ、外で寝ている人などに襲い掛かり、怪我をさせたという。爪で引っかく、噛み付くなど、獣人型UMAの中でも、トカゲ男と並んで特に凶暴で攻撃的な存在である。また、家屋の屋根伝いに、自在に跳梁し移動することから、「かなりの跳躍力をもつ、身体能力の高い獣人」と考えられる。
この獣人騒動によって2人もしくは3人の死者が出たという説がある。ただし、「モンキーマンが出現した」というパニック状態の中で、慌てて逃げて屋根から落ちたり、混乱の中で転倒したものである。そもそも死者が出たという確たる証拠はない。
当時のインドでは、多くのニュース番組で特集放送され、新聞でも紙面の4分の1を使って紹介されていた。警察からも懸賞金がかけられるなど、大きな騒動になっていた。

### 外見
多くの目撃者によると、体長は1.5m~1.8mほどで、「猿のように上半身は毛深く、鋭い爪を持つ怪物」とされる。ヒツジ男やワニ男のように「体は人間に似ている」といわれており、二足歩行をすることから、一種の獣人と考えられている。しかし、「ヘルメットやズボンを着用していた」という目撃例もある。「孫悟空だ」という人もいるという。
アスワング、ピッグマン（ブタ男）、カエル男、蛾男（モスマン）、ヒツジ男（ヤギ男）、フクロウ男（オウルマン、アウルマン）、ワニ男、トカゲ男と同様の半獣半人タイプ。

## 仮説
モンキーマンについては、以下のような仮説がある。
- 未発見の生物[7]
- 地球外生命[8]
- 人間（または動物）の突然変異[8]
- 人間（または動物）の奇形[8]
- ピッグマンと同種、あるいは近似種
- 宇宙人のペット説[8]
- 大猿（類人猿の誤認）
- 気のせい
- 犯罪者集団がその存在を隠すための口封じ説[7]
- 動物兵器説[1]
- ロボット説[9]

### 地元当局の見解
騒動は拡大し、地元警察が捜査に乗り出した。当初は、「人によって調教された猿の犯行」や、「強盗」、「通り魔」とも考えられていた。
しかし、
1. 途中から全く目撃情報がなくなったこと[10]
2. 人によって目撃情報に一貫性がないこと
3. 物的証拠が何一つない（毛深い身体をもつはずなのに、それらしい体毛は残っていない。また、跳躍力が高いとされるのに、その足跡も見つかっていない）こと[10]

などから、「モンキーマンという架空の存在が大きくなりすぎて集団でパニックになった」、つまり集団妄想（集団ヒステリー）と結論された。
他には、「電気を街に供給させるために、住民側が流したデマではないか?」という説もある（モンキーマン騒動が起きた街には、その捜索や取材のために、24時間体制で電気が供給されたことから）。